# John Drummond Inglis
Sir John Drummond Inglis, britanski general, * 1895, † 1965.